# Frontier Society
Der Ausdruck Frontier Society (wörtliche Bedeutung: „Grenzland-Gesellschaft“) bezeichnet eine Gesellschaft, die an der Grenze ihres Kulturkreises lebt, sich dieser Grenze bewusst ist und sie verteidigt. 
Eine Frontier Society ist deutlich von einer Border Society zu unterscheiden. Border Society bezeichnet eine Gesellschaft an den Grenzen zweier gleicher Kulturen, während eine Frontier zwischen zwei unterschiedlichen Kulturkreisen besteht.

## Merkmale
Kennzeichnend für eine Frontier Society ist eine kulturelle Durchdringung und Vermischung durch den Kontakt zu Gesellschaften außerhalb des eigenen Kulturkreises. Frontier Societies haben oft den Drang, sich auszudehnen.
Die erste Vorstellung einer Frontier Society schuf Frederick Jackson Turner mit seinem Werk The Significance of the Frontier in American History (1893), in dem er behauptete, die US-amerikanische Gesellschaft sei erst durch die Frontier, die Grenze zwischen der zivilisierten und urbanisierten Gesellschaft und der wilden und ungezähmten Natur, entstanden. Der Umgang der US-amerikanischen Siedler mit den Anforderungen im Wilden Westen ließ, so Turner, alte Gewohnheiten sterben, neue Erfahrungen entstehen und brachte neue Institutionen hervor.

## Beispiele
- Spanien während der Reconquista (Christen – Muslime)
- Österreich im frühen Mittelalter (Christen – Ungarn)
- Östliches Sachsen im Mittelalter (Christen – Slawen)
- England im Mittelalter (Angelsachsen – Kelten)
- Österreich und Ungarn in der frühen und mittleren Neuzeit (Christen – osmanische Muslime)
- Nordamerika bis 1900 (Wilder Westen)
- Hokkaido während der Edo-Zeit (Japan - Ainu)